# Huciska (województwo wielkopolskie)
Huciska – wieś w Polsce położona w województwie wielkopolskim, w powiecie poznańskim, w gminie Murowana Goślina, wśród lasów Puszczy Zielonki.
Powstała jako wieś osadników olęderskich. W wiekach XVII i XVIII funkcjonowała we wsi huta szkła, co dało asumpt nazwie. Przez osadę przechodzi  zielony szlak turystyczny z Głęboczka do Tuczna oraz szlak rowerowy - Pierścień Dookoła Poznania.